# Unión Nacional (Suiza)
La Unión Nacional (en francés: Union Nationale) fue un partido político fascista francófono en Suiza entre 1932 y 1939. 
La Unión se formó en Ginebra en 1932 por Georges Oltramare, abogado y escritor. Conocido por su escritura antisemita, Oltramare fundó la Orden Política Nacional en 1931 pero la fusionó con la Unión de Defensa Económica al año siguiente para formar la Unión Nacional. El grupo continuó bajo el liderazgo de Oltramare hasta 1940 cuando se mudó a París para cooperar más estrechamente con los nacionalsocialistas. Oltramare pasó cuatro años como miembro de la Asamblea Federal de Suiza en representación de la Unión Nacional.
La Unión se hizo famosa por una manifestación en Ginebra el 9 de noviembre de 1932, cuando su marcha a la Sala Comunal de la ciudad fue demostrada por el Partido Socialdemócrata de Suiza. En el problema resultante, el Ejército Suizo abrió fuego contra los socialistas y causó 13 muertes.